# Boletinellaceae
Famille
Les Boletinellaceae étaient une petite famille de champignons basidiomycètes de l'ordre des Boletales. Bien que classés dans l'ordre des Boletales, ils sont plus proches, avec les Gyroporaceae, des Sclerodermataceae que des Boletaceae selon de nouvelles recherches. En 2011, à la suite du résultat des études phylogénétiques, les deux genres de cette famille ont été réintégrés dans les Boletaceae. 
Cette famille comprend deux genres[réf. nécessaire] :
- Boletinellus et
- Phlebopus, ce dernier genre se trouve surtout au Gondwana (Australie, Sri Lanka...). Il contient le gigantesque Phlebopus marginatus dont le chapeau peut atteindre 1 mètre de diamètre[3].

## Liste des genres et espèces
Selon Catalogue of Life (26 mai 2013) :
- genre Boletinellus
- genre Phaeogyroporus
- genre Phlebopus

Selon NCBI (26 mai 2013) :
- genre Boletinellus
  - Boletinellus exiguus
  - Boletinellus merulioides
  - Boletinellus rompelii
- genre Phlebopus
  - Phlebopus beniensis
  - Phlebopus marginatus
  - Phlebopus portentosus
  - Phlebopus spongiosus
  - Phlebopus sudanicus